# Scienze dell'educazione e della formazione
Le scienze dell'educazione e della formazione sono l'insieme di discipline che studiano sistematicamente l'educazione e la formazione dell'uomo. Si tratta quindi di una disciplina trasversale, che trae principalmente le proprie basi dalla pedagogia, dalla psicologia, dalla filosofia e dalla sociologia.

## Evoluzione concettuale storica
Il primo utilizzo del termine scienze dell'educazione viene data dall'omonima facoltà dell'Università Pontificia Salesiana, istituita il 4 settembre 1973. I salesiani furono i primi a riconoscere la necessità di considerare l'interdisciplinarità e l'orchestrazione di più scienze che arricchiscono la pedagogia, come la metodologia e la ricerca sperimentale.
La locuzione ha comunque cominciato a diffondersi negli anni novanta, in sostituzione del termine pedagogia, perché quest'ultima, intesa come disciplina umanistica, era focalizzata soltanto sulla storia, sugli autori e sulla riflessione intorno alle teorie pregresse e non sulla costruzione di nuovi quadri di riferimento o sulla ricerca sperimentale. Un altro importante motivo vedeva la pedagogia come sola educazione infantile, mancante quindi della componente educativa adolescenziale e della formazione in età adulta. Infine la pedagogia non era l'unica disciplina coinvolta nello studio dei processi educativi e formativi, traendo buon parte del lavoro dalle scienze cognitive e dalla psicologia.

## Le aree disciplinari
Data la natura interdisciplinare dalla materia, in quanto il dottore educatore opera sia a livello sanitario che a livello sociale, vengono prese in esame le seguenti scienze:
- Pedagogia
- Psicologia
- Sociologia
- Filosofia
- Antropologia
- Elementi Generici di Pediatria
- Elementi Generici di Medicina ed Igiene Generale ed Applicata
- Educazione
- Comunicazione e Media
- Elementi di Attività Motoria
- Didattica, Letteratura per l'Infanzia, Metodologia e Tecnologia della Didattica, del Gioco e dell'Animazione

## Nel mondo

### Italia
Nell'anno accademico 1936 nacque la facoltà di magistero con il corso di diploma di laurea di 4 anni in pedagogia, rimasto in vigore fino al 1993-1994, quando nacque la facoltà di scienze della formazione e furono introdotti in diverse università nuovi corsi di diploma di laurea 4 anni in scienze dell'educazione con indirizzi ("insegnanti di scuola secondaria superiore", "educatori professionali extrascolastici" ed "esperti nei processi formativi") e scienze della formazione primaria ("insegnanti di scuola primaria", "insegnanti di scuola dell'infanzia"), entrambi di durata quadriennale; tuttavia in Italia, proprio quando la nuova terminologia andava consolidandosi, con la riforma universitaria si è registrata una tendenza al riutilizzo del termine "pedagogia" da parte degli atenei.
Ai sensi della riforma Bassanini, secondo il D.M. 3 novembre 1999, n. 509, gli organi collegiali delle singole sedi universitari 
e possono stabilire autonomamente le denominazioni dei propri corsi di studio nell'ambito di classe di laurea definita a livello nazionale, si assistette a un massiccio ritorno del termine "pedagogia": furono istituite le lauree specialistiche a ciclo unico di 5 anni in Scienze della formazione primaria per l'insegnamento delle scuole d'infanzia e scuole primarie, mentre per il primo ciclo di laurea triennale resisteva la locuzione "scienze dell'educazione". Tale dizione, che faceva rientrare, nella visione accademica, la pedagogia nelle scienze dell'educazione, trovò conferma nel 2004, con l'istituzione delle nuove lauree triennali, delle lauree magistrali biennali e delle lauree magistrali a ciclo unico di 5 anni. Inoltre da facoltà di scienze della formazione si passò nel 2010 al dipartimento di scienze umane e il liceo psico-socio-pedagogico, l'ex istituto magistrale, divenne liceo delle scienze umane.

## Scienze della formazione primaria
Il corso magistrale a ciclo unico quinquennale di laurea in scienze della formazione primaria ha lo scopo di formare gli insegnanti della scuola dell'infanzia e della scuola primaria. L’offerta didattica del corso di laurea è formato da lezioni, laboratori e tirocinio, il quale si divide in indiretto e diretto.
Per accedere al corso di laurea a numero programmato bisogna svolgere un test, stabilito ogni anno dal Ministero dell'istruzione, dell'università e della ricerca (MIUR).
Al termine del percorso di studi, si è possessori di un titolo abilitante alla professione di insegnante nella scuola dell'infanzia e nella scuola primaria, sia se tali istituzioni siano pubbliche sia che siano paritarie.

### Storia
Fino alla fine del XX secolo, l'Italia era l'unico paese tra quelli più avanzati a non prendere in considerazione la formazione dei docenti.
Si diventava insegnanti della scuola elementare con quattro anni di istituto magistrale, mentre con tre, maestri della scuola dell’infanzia. Ma questi percorsi non erano più in grado di garantire una formazione adeguata alle esigenze di un sistema scolastico di massa, in una società avanzata. Dunque, alla fine del secondo millennio vi erano le stesse modalità di formazione degli insegnanti pensate da Giovanni Gentile nel 1924.
Anche se già nel 1974 si sanciva il bisogno di una formazione universitaria completa per tutti i docenti, solamente nel 1990 si istituiva un corso di laurea per la formazione degli insegnanti per la scuola dell'infanzia ed elementare, denominato "scienze della formazione primaria". Il nuovo corso di laurea in scienze della formazione primaria nasce nell’anno accademico 1998-1999 con lo stampo del vecchio ordinamento, ossia nasce come un corso di quattro anni, con precedente prova di ammissione a numero programmato; è composto da un biennio comune seguito da due indirizzi: uno per la scuola dell’infanzia e uno per la scuola elementare; inoltre, sotto la guida di un insegnante di ruolo, o tutor, è previsto un tirocinio, che è la prima esperienza di un percorso serio e generalizzato per la formazione didattica.